# Награда Еми за најбољег главног глумца у драмској серији
Награда Еми за најбољег главног глумца у драмској серији (енгл. Primetime Emmy Award for Outstanding Lead Actor in a Drama Series) једна је од награда Еми за ударне термине.

### 1950е
| 1954.                                    | 1955.                          |
| ---------------------------------------- | ------------------------------ |
| Доналд О'Конор - Колегејтов сат комедије | Дени Томас - Шоу Денија Томаса |
| 1956.                                    | 1957.                          |
| Фил Силверс - Шоу Фила Силверса          | Роберт Јанг - Отац зна најбоље |
| 1958.                                    | 1959.                          |
| Роберт Јанг - Отац зна најбоље           | Рејмонд Бер - Пери Мејсон      |

### 1960е
| 1960.                             | 1961.                            |
| --------------------------------- | -------------------------------- |
| Роберт Стак - Несаломиви          | Рејмонд Бер - Пери Мејсон        |
| 1962.                             | 1963.                            |
| Е.Г. Маршал - Браниоци            | Е.Г. Маршал - Браниоци           |
| 1964.                             | 1965.                            |
| Дик ван Дајк - Шоу Дика ван Дајка | награда није додељена            |
| 1966.                             | 1967.                            |
| Бил Козби - Ја, шпијун            | Бил Козби - Ја, шпијун           |
| 1968.                             | 1969.                            |
| Бил Козби - Ја, шпијун            | Карл Бец - Judd, for the Defense |

### 1970е
| 1970.                             | 1971.                           |
| --------------------------------- | ------------------------------- |
| Роберт Јанг - Доктор Маркус Велби | Хал Холбрук - Сенатор           |
| 1972.                             | 1973.                           |
| Питер Фолк - Колумбо              | Ричард Томас - Волтонови        |
| 1974.                             | 1975.                           |
| Тели Савалас - Коџак              | Роберт Блејк - Барета           |
| 1976.                             | 1977.                           |
| Питер Фолк - Колумбо              | Џејмс Гарнер - Рокфордов досије |
| 1978.                             | 1979.                           |
| Ед Аснер - Лу Грант               | Рон Либман - Каз                |

### 1980е
| 1980.                                 | 1981.                                 |
| ------------------------------------- | ------------------------------------- |
| Ед Аснер - Лу Грант                   | Данијел Џ. Траванти - Блуз Хил Стрита |
| 1982.                                 | 1983.                                 |
| Данијел Џ. Траванти - Блуз Хил Стрита | Ед Флендерс - St. Elsewhere           |
| 1984.                                 | 1985.                                 |
| Том Селек - Магнум                    | Вилијам Данијелс - St. Elsewhere      |
| 1986.                                 | 1987.                                 |
| Вилијам Данијелс - St. Elsewhere      | Брус Вилис - Случајни партнери        |
| 1988.                                 | 1989.                                 |
| Ричард Кили - Година живота           | Карол О'Конор - У врелини ноћи        |

### 1990е
| 1990.                                             | 1991.                               |
| ------------------------------------------------- | ----------------------------------- |
| Питер Фолк - Колумбо                              | Џејмс Ерл Џоунс - Габријелова ватра |
| 1992.                                             | 1993.                               |
| Кристофер Лојд - Пут за Авонли                    | Том Скерит - Дрвене ограде          |
| 1994.                                             | 1995.                               |
| Денис Франз - Њујоршки плавци                     | Менди Патинкин - Болница Чикаго     |
| 1996.                                             | 1997.                               |
| Денис Франз - Њујоршки плавци                     | Денис Франз - Њујоршки плавци       |
| 1998.                                             | 1999.                               |
| Андре Брауер - Одељење за убиства: Живот на улици | Денис Франз - Њујоршки плавци       |

### 2000e
| 2000.                                                       | 2001.                               |
| ----------------------------------------------------------- | ----------------------------------- |
| Џејмс Гандолфини - Породица Сопрано                         | Џејмс Гандолфини - Породица Сопрано |
| Денис Франз - Њујоршки плавци                               | Андре Брауер - Гидеоново раскршће   |
| Џери Орбак - Ред и закон                                    | Денис Франз - Њујоршки плавци       |
| Сем Вотерстон - Ред и закон                                 | Роб Лоу - Западно крило             |
| Мартин Шин - Западно крило                                  | Мартин Шин - Западно крило          |
| 2002.                                                       | 2003.                               |
| Мајкл Чиклис - Прљава значка                                | Џејмс Гандолфини - Породица Сопрано |
| Мајкл Си Хол - Два метра под земљом                         | Мајкл Чиклис - Прљава значка        |
| Питер Краузе - Два метра под земљом                         | Питер Краузе - Два метра под земљом |
| Мартин Шин - Западно крило                                  | Мартин Шин - Западно крило          |
| Кифер Садерланд - 24                                        | Кифер Садерланд - 24                |
| 2004.                                                       | 2005.                               |
| Џејмс Спејдер - Адвокатска пракса                           | Џејмс Спејдер - Бостонски адвокати  |
| Џејмс Гандолфини - Породица Сопрано                         | Ијан Макшејн - Дедвуд               |
| Ентини Лапаља - Без трага                                   | Ханк Азарија - Хаф                  |
| Мартин Шин - Западно крило                                  | Хју Лори - Доктор Хаус              |
| Кифер Садерланд - 24                                        | Кифер Садерланд - 24                |
| 2006.                                                       | 2007.                               |
| Кифер Садерланд - 24                                        | Џејмс Спејдер - Бостонски адвокати  |
| Питер Краузе - Два метра под земљом                         | Џејмс Гандолфини - Породица Сопрано |
| Денис Лири - Ватрени момци                                  | Денис Лири - Ватрени момци          |
| Кристофер Мелони - Ред и закон: Одељење за специјалне жртве | Хју Лори - Доктор Хаус              |
| Мартин Шин - Западно крило                                  | Кифер Садерланд - 24                |
| 2008.                                                       | 2009.                               |
| Брајан Кранстон - Чиста хемија                              | Брајан Кранстон - Чиста хемија      |
| Габријел Берн - На терапији                                 | Габријел Берн - На терапији         |
| Мајкл Си Хол - Декстер                                      | Мајкл Си Хол - Декстер              |
| Џон Хам - Људи са Менхетна                                  | Џон Хам - Људи са Менхетна          |
| Хју Лори - Доктор Хаус                                      | Хју Лори - Доктор Хаус              |
| Џејмс Спејдер - Бостонски адвокати                          | Сајмон Бејкер - Менталиста          |

### 2010e
| 2010.                             | 2011.                             |
| --------------------------------- | --------------------------------- |
| Брајан Кранстон - Чиста хемија    | Кајл Чандлер - Најбољи тим        |
| Кајл Чандлер - Најбољи тим        | Тимоти Олифант - Праведник        |
| Метју Фокс - Изгубљени            | Стив Бусеми - Царство порока      |
| Мајкл Си Хол - Декстер            | Мајкл Си Хол - Декстер            |
| Џон Хам - Људи са Менхетна        | Џон Хам - Људи са Менхетна        |
| Хју Лори - Доктор Хаус            | Хју Лори - Доктор Хаус            |
| 2012.                             | 2013.                             |
| Дејмијан Луис - Домовина          | Џеф Данијелс - Редакција          |
| Хју Боневил - Даунтонска опатија  | Хју Боневил - Даунтонска опатија  |
| Стив Бусеми - Царство порока      | Брајан Кранстон - Чиста хемија    |
| Брајан Кранстон - Чиста хемија    | Џон Хам - Људи са Менхетна        |
| Мајкл Си Хол - Декстер            | Дејмијан Луис - Домовина          |
| Џон Хам - Људи са Менхетна        | Кевин Спејси - Кућа од карата     |
| 2014.                             | 2015.                             |
| Брајан Кранстон - Чиста хемија    | Џон Хам - Људи са Менхетна        |
| Џеф Данијелс - Редакција          | Џеф Данијелс - Редакција          |
| Џон Хам - Људи са Менхетна        | Кајл Чандлер - Крвна линија       |
| Метју Маконахеј - Прави детектив  | Боб Оденкирк - Боље позовите Сола |
| Вуди Харелсон - Прави детектив    | Лијев Шрајбер - Реј Донован       |
| Кевин Спејси - Кућа од карата     | Кевин Спејси - Кућа од карата     |
| 2016.                             | 2017.                             |
| Рами Малек - Господин Робот       | Стерлинг Кеј Браун - Ово смо ми   |
| Метју Рис - Американци            | Ентони Хопкинс - Западни свет     |
| Кајл Чандлер - Крвна линија       | Боб Оденкирк - Боље позовите Сола |
| Боб Оденкирк - Боље позовите Сола | Метју Рис - Американци            |
| Лијев Шрајбер - Реј Донован       | Лијев Шрајбер - Реј Донован       |
| Кевин Спејси - Кућа од карата     | Кевин Спејси - Кућа од карата     |
|                                   | Мајло Вентимилија - Ово смо ми    |
| 2018.                             | 2019.                             |
| Метју Рис - Американци            | Били Портер - Поза                |
| Џејсон Бејтман - Озарк            | Џејсон Бејтман - Озарк            |
| Стерлиг К. Браун - Ово смо ми     | Стерлиг К. Браун - Ово смо ми     |
| Ед Харис - Западни свет           | Кит Харингтон - Игра престола     |
| Мајло Вентимилија - Ово смо ми    | Боб Оденкирк - Боље позовите Сола |
| Џефри Рајт - Западни свет         | Мајло Вентимилија - Ово смо ми    |

### 2020e
| 2020.                             | 2021.                               |
| --------------------------------- | ----------------------------------- |
| Џереми Стронг - Наследници        | Џош О’Конор - Круна                 |
| Били Портер - Поза                | Били Портер - Поза                  |
| Брајан Кокс - Наследници          | Џонатан Мејџорс - Лавкрафтова земља |
| Џејсон Бејтман - Озарк            | Метју Рис - Пери Мејсон             |
| Стерлинг К. Браун - Ово смо ми    | Реге-Жан Пејџ - Бриџертон           |
| Стив Карел - Јутарњи шоу          | Стерлинг К. Браун - Ово смо ми      |
| 2022.                             | 2023.                               |
| Ли Јунг-јае - Игра лигње          | Киран Калкин - Наследници           |
| Адам Скот - Отпремнина            | Боб Оденкирк - Боље позовите Сола   |
| Боб Оденкирк - Боље позовите Сола | Брајан Кокс - Наследници            |
| Брајан Кокс - Наследници          | ЏефБриџиз - Старац                  |
| Џејсон Бејтман - Озарк            | Џереми Стронг - Наследници          |
| Џереми Стронг - Наследници        | Педро Паскал - The Last of Us       |